# Караколь (Абайская область)
Караколь (каз. Қаракөл, до 1990 года — Репинка) — село в Жанасемейском районе Абайской области Казахстана. Входит в состав Озерского сельского округа. Код КАТО — 632857200.

## Население
В 1999 году население села составляло 115 человек (68 мужчин и 47 женщин). По данным переписи 2009 года, в селе проживало 139 человек (70 мужчин и 69 женщин).